# Sächsisches Ständehaus
La Sächsisches Ständehaus (in italiano casa estiva sassone) è un edificio di Dresda costruito per ospitare il Landtag dello Stato di Sassonia.
Edificio fu progettato da Paul Wallot. La Ständehaus è l'ex palazzo del parlamento statale ed è ora sede del Tribunale regionale superiore di Dresda e dell'Ufficio di Stato per la conservazione dei monumenti storici in Sassonia.